# Lastschakelaar

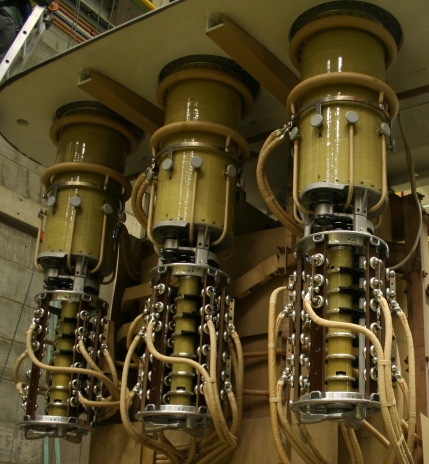
Het actief deel van een autotransformator met 3 enkelfasige lastschakelaars

Een lastschakelaar is het onderdeel van een vermogentransformator dat ervoor zorgt dat onder vollast de spanning in stappen omhoog of omlaag geregeld kan worden. De lastschakelaar wordt beschreven in de norm IEC 60214-1.
Een distributietransformator heeft een kortsluitspanning van gemiddeld 4%. Dit wil zeggen dat door de impedantie van de transformator de klemspanning bij nominale belasting 4% gezakt is ten opzichte van de nullastspanning. Bij een vermogentransformator bedraagt de kortsluitspanning zo'n 15 a 20% waardoor de spanningsdaling bij belasting ontoelaatbaar groot wordt. Hierdoor is een lastschakelaar noodzakelijk om de spanning van het hoogspanningsnet constant te houden.

## Werking
De lastschakelaar bestaat uit een "selector" die een keuze maakt uit de aangesloten wikkelingsdraden en de "diverter" die zorgt voor het omschakelen van de ene naar de andere aansluiting. Het is belangrijk dat die omschakeling als volgt gebeurt:

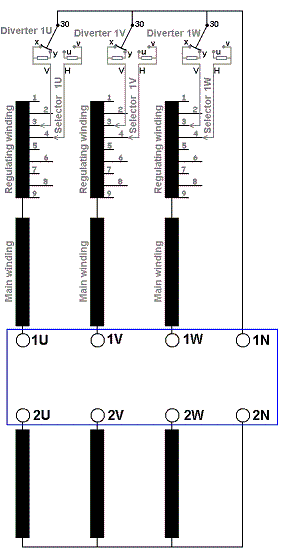
Een schematische voorstelling van een transformator met lastschakelaar in het sterpunt van de hoogspanningswikkeling

- zonder een kortsluiting te maken tussen twee toeren van de wikkeling (door weerstanden te gebruiken volgens het Jensen-principe)
- met voldoende snelheid (door veerwerking)
- met zekerheid, ook bij spanningsuitval van de aandrijfmotor (door veerwerking)
- niet toevallig tijdens een kortsluiting op het net (door een overstroombeveiliging op de regelaar)
- niet op een ogenblik als er overspanning is op het net (door een overspanningsbeveiliging op de regelaar)
- automatisch (door motoraandrijving en een automatische spanningsregelaar te gebruiken)

### Regelwikkeling
In serie met de wikkeling staat een regelwikkeling die meerdere aftakkingen heeft. De regelwikkeling kan dus volledig maar ook slechts gedeeltelijk ingeschakeld worden. Alle afleidingen van de regelwikkeling worden aangesloten op de selector. De regelwikkeling heeft een bereik van ca. 10 procent van de spanning. Het hoofdaandeel van de spanning wordt dus geleverd door de hoofdwikkeling; in nevenstaande figuur staat de lastschakelaar in de hoogspanningswikkeling en is het dus de hoogspanningswikkeling die een regelwikkeling heeft. In principe kunnen we de spanning van de primaire niet regelen; het is voor step-down distributietransformatoren immers de voedende spanning. Dat heeft ook geen belang want een lastschakelaar regelt strikt genomen enkel de overzetverhouding van de transformator en kan dus zowel aan de laagspanningszijde als aan de hoogspanningszijde geplaatst worden. Overeenkomstig moet dan ook de regelwikkeling in de laagspanningszijde of in de hoogspanningszijde geplaatst worden.

### Het Jensen-principe

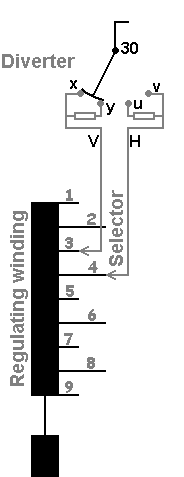
Detail van de selector en diverter van de lineaire lastschakelaar

Bij een schakeling van de lastschakelaar wordt eerst de selector geschakeld zodat de huidige en de volgende stap aangesloten worden op de diverter. Bij deze schakeling wordt niet onder belasting geschakeld, want enkel de ongebruikte pool wordt gezet naar de nieuwe positie. Hierdoor worden geen vonken gemaakt en dus ook geen gassen gevormd of olie verbrand zodat dit stuk van de lastschakelaar gewoon in de trafo-olie wordt ondergebracht. De diverter zal de eigenlijke schakeling uitvoeren met behulp van 2 hulppolen (y en u) en twee weerstanden  {\displaystyle R}. Het verschil in spanning tussen stand 3 (x) en 4 (v) is één stapspanning. Om de diverter te schakelen van stand x (3) naar stand v (4) gebeuren binnen één seconde de volgende stappen:
- ruststand x - y: spanning van stand 3.
- contact schakelt naar stand y: nu staat de weerstand {\displaystyle R} in serie met de belasting, de spanning is hierdoor slechts een weinig veranderd.
- contact schakelt naar stand y - u: nu staan de weerstanden {\displaystyle R} parallel en in serie met de belasting. De weerstand van de schakelaar is dus {\displaystyle R/2}. Omdat er nu een gesloten kring is van wikkeling 3 - 4 vloeit er een circulatiestroom die beperkt wordt door de weerstand {\displaystyle 2R}. De spanning is nu een halve stapspanning gezakt.
- contact schakelt naar stand u: de spanning is nu die van stand 4.
- contact schakelt naar ruststand u - v: de serieweerstand {\displaystyle R} wordt nu uitgeschakeld en de schakeling is voltooid.

### Lineair en met omschakeling

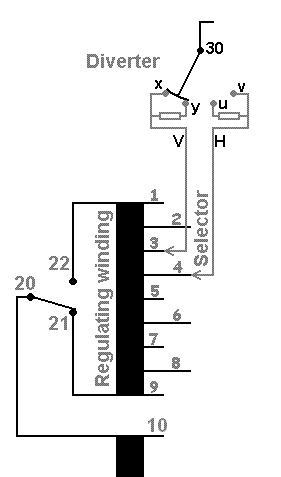
Een lastschakelaar met 17 standen en met omschakelaar. De regelwikkeling kan "mee" of "tegen" geschakeld worden.

Door een omschakelaar kan het aantal beschikbare standen van de lastschakelaar verdubbeld worden. De regelwikkeling kan dan "mee" of "tegen" worden geschakeld waardoor de totale spanning gelijk is aan de spanning van de hoofdwikkeling plus of min de spanning van de regelwikkeling.
De uitgangsspanning U aan klem 30 is:
- in stand 20-21 van de "wender" UHoogspannings wikkeling + URegelwikkeling
- in stand 20-22 van de "wender" UHoogspannings wikkeling - URegelwikkeling

Merk op dat de spanning in positie 10 (Schakelstand 9B) dezelfde is als:
- in positie 9 indien de "wender" in stand 20-21 staat (Schakelstand 9A)
- in positie 1 indien de "wender" in stand 20-22 staat (Schakelstand 9C)

Rond de middenpositie heeft de schakelaar dus 3 standen met dezelfde spanning; standen 9A-9B-9C. De motoraandrijving van de schakelaar zal de standen 9A en 9C automatisch doorlopen zodat een schakeling wel degelijk een spanningsverandering veroorzaakt.
De nummering van de standen is verschillend voor verschillende klanten. 
- De meest gebruikte manier is: 1-2-3-4-5-6-7-8-9A-9B-9C-10-11-12-13-14-15-16-17.
- Een alternatief: L(1-2-3-4-5-6-7-8)-N-R(1-2-3-4-5-6-7-8) waarbij de L slaat op de "Lower" standen, de N op de Neutrale stand en de R op de "Raise" standen

## Plaatsing van de lastschakelaar
Voor de lastschakelaar zijn twee zaken belangrijk:
- Welke stroom moet er geschakeld worden? Dat heeft invloed op de secties en de uitvoering van de contacten maar ook de krachten die optreden in de schakelaar.
- Welke spanningen treden op in de schakelaar (fase - aarde en fase - fase). Dit heeft invloed op de afmetingen van de schakelaar omdat die spanning een bepaalde minimum afstand oplegt.

Het plaatsen van de schakelaar in de hoogspanning heeft het voordeel van lage stromen en dus een aanzienlijke besparing aan koper. De hoge spanning kan grote afmetingen inhouden, maar in bovenstaande voorbeelden bij de plaatsing in het sterpunt is de spanning eerder beperkt.
Merk op dat de spanning op het sterpunt niet noodzakelijk nul is; het sterpunt kan op vraag vol geïsoleerd uitgevoerd worden.
Voorts kunnen er schakelspanningen ontstaan door resonantieverschijnselen waardoor de schakelaar zwaarder uitgevoerd moet worden of waarbij ZnO overspanningsafleiders noodzakelijk zijn.

## Soorten lastschakelaars
- in-tank-lastschakelaars worden als een lange zuil in de transformatorkuip gebouwd. Ze verdragen een hogere spanning dan de on-tank-types en worden typisch in de hoogspanningswikkeling ingebouwd.
- on-tank-lastschakelaars worden aan de zijkant van de transformatorkuip gelast of geschroefd en zijn geschikt voor hoge stromen. Ze besparen plaats in de transformatorkuip en schakelen in de laagspanningswikkeling.

## Motoraandrijving

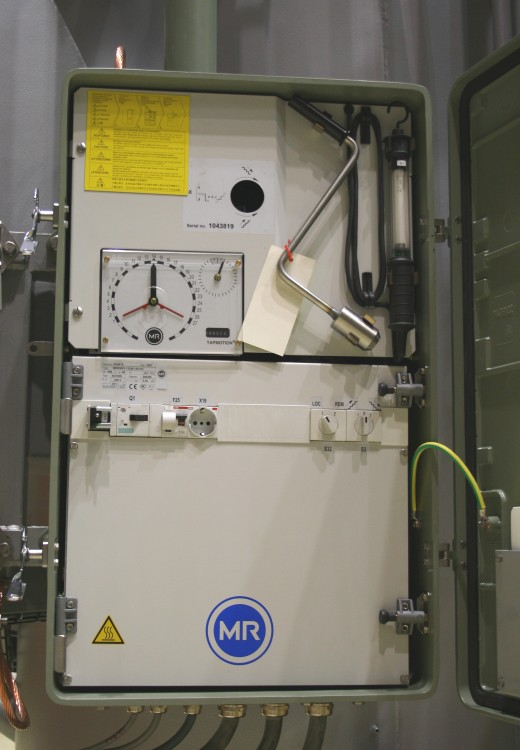
De klassieke motoraandrijving van Reinhausen type ED100S

Een lastschakelaar wordt aangedreven door een elektromotor die links of rechts aangedreven wordt om van stand te verhogen of te verlagen. De vermogenkring bestaat uit een links-rechtsschakeling. De stuurkring bestaat uit een start-stopschakeling met lokale bediening en bediening op afstand. Deze contacten worden aangesloten op een automatische spanningsregelaar.

### Onderdelen van de motoraandrijving
- Een stuurkast met kijkglas en kastverwarming tegen condensatie en kastverlichting.
- Een motor, in een links-rechtsschakeling met een omkeercontactor (twee mechanisch vergrendelde contactoren) en met motorbeveiliger.
- De tandwieloverbrenging naar de as van de lastschakelaar.
- Een of meerdere contactkransen voor standmelding op afstand.
- Een schakelaar "Local/Remote" voor bediening lokaal met schakelaar of op afstand automatisch.
- Een schakelaar "Raise/Lower" voor het lokaal elektrisch bedienen van de lastschakelaar.
- een handkruk voor het manueel bedienen van de lastschakelaar.
- Een stuurkring met:
  - veiligheidsvoorzieningen zoals hieronder beschreven
  - eigen voedingsspanning of op dezelfde spanning als de motor met koppelrelais
  - automatisch doorschakelen bij doorloopstanden
  - elektrische beveiliging van de kringen
- Aansluitklemmen
- Telwerk dat het totaal aantal schakelingen weergeeft (achter kijkglas).
- analoge wijzer die de stand van de schakelaar aangeeft (achter kijkglas).

### Veilige werking
De motoraandrijving van de lastschakelaar heeft enkele voorzieningen die ervoor zorgen dat de werking in alle omstandigheden veilig is:
- Handbediening met contact dat de vermogenkring onderbreekt om de motorbediening uit te schakelen tijdens handbediening
- Schakeling door veerwerking om ook bij onderbreking van de motorspanning door te schakelen. Bij Reinhausen duurt een schakeling 33 omwentelingen van de handbediening waarvan 30 nodig zijn om de veer op te winden en de 3 laatste om de schakeling uit te voeren.
- Mechanische eindstop om binnen het bereik te blijven
- Elektrische onderbreking van de stuurkring bij einde van het bereik
- Mechanische overnamecontacten zodat bij wegvallen van de stuurspanning een begonnen schakeling voltooid wordt
- Een beveiliging tegen het verkeerd aansluiten van de fasenvolgorde van de motorspanning
- Een testcyclus die de contacten van relais en schakelaars controleert

### signalisatie

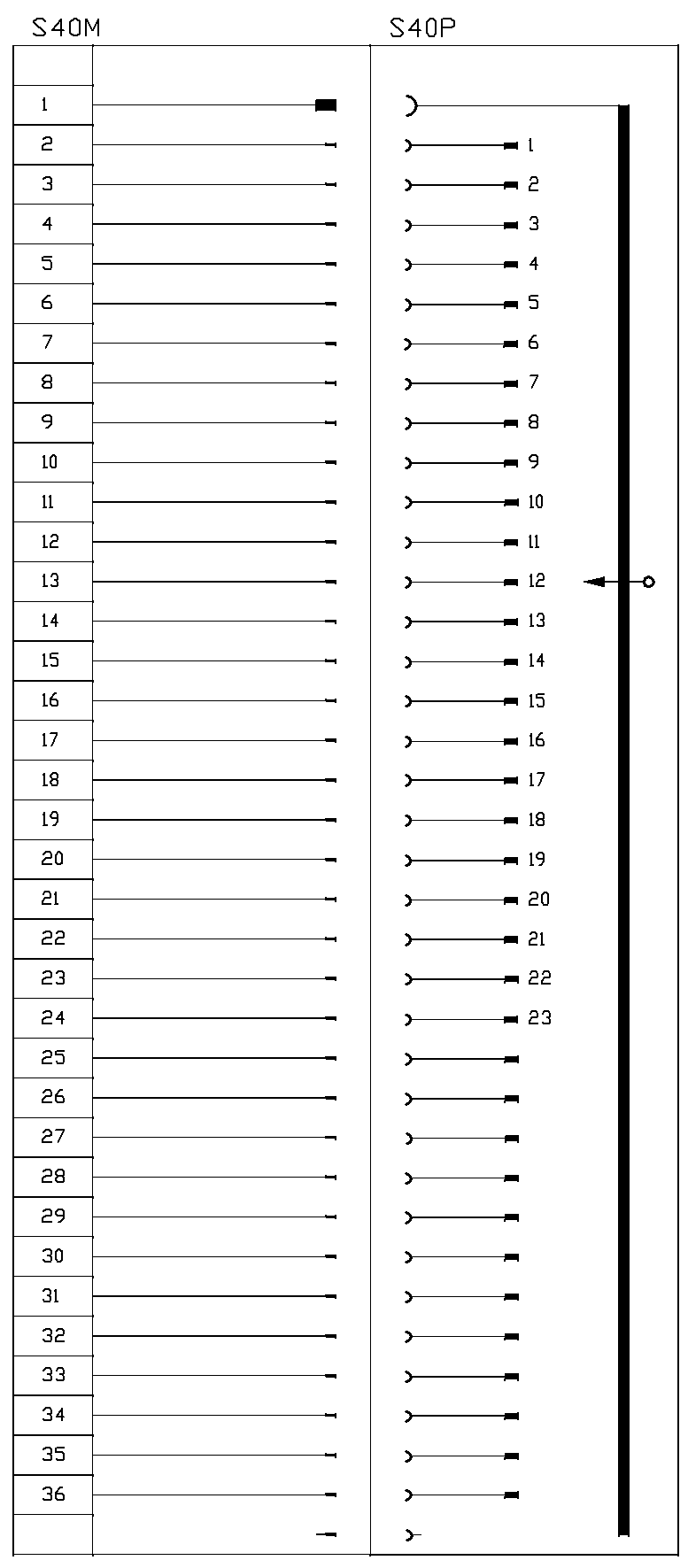
De standaardcontactkrans voor standaanduiding op afstand. Hier getekend voor 23 standen.

Om de toestand van de schakelaar en van de stuurkring zijn er heel wat signaalcontacten mogelijk. Enkele zijn standaard:
- Motorbeveiliger afgeschakeld.
- Lastschakelaar "in werking" of "Tap-change in progress".
- Standaardsignalisatie van de stand van de lastschakelaar met een contact.

Heel wat extra signalisatie is mogelijk mits inbouwen van extra relais of contactkransen:
- Hulpcontact op elke automaat.
- Signalisatie van de eindstand.
- Spanningsbewaking op de motorspanning of op de stuurspanning met signalisatie.
- Signaal voor "onvoltooide schakeling" of "Tap-change incomplete".
- Extra signalisatie van de stand van de schakelaar met:
  - een digitaal signaal om de stand van de schakelaar aan te geven in BCD, binair of Gray-code
  - een analoog signaal om de stand van de schakelaar aan te geven in 4-20mA of in weerstand (10 ohm per stand)